# ピット＝デヴォンシャー公爵内閣
ピット＝デヴォンシャー公爵内閣（ピット＝デヴォンシャーこうしゃくないかく、英語: Pitt–Devonshire ministry）は、1756年11月から1757年4月までのグレートブリテン王国の内閣。大ピットと第4代デヴォンシャー公爵ウィリアム・キャヴェンディッシュが共同で内閣の長を務めた。1757年4月に大ピットが罷免されると、暫定内閣を経て7月に大ピットと初代ニューカッスル公爵トマス・ペラム＝ホールズを長とする第2次ニューカッスル公爵内閣が成立した。

## 閣僚
| 役職                 | 肖像 | 名前                           | 在任            |
| -------------------- | ---- | ------------------------------ | --------------- |
| 第一大蔵卿           |      | デヴォンシャー公爵             | 1756年 - 1757年 |
| 財務大臣             |      | ヘンリー・ビルソン＝レッグ     | 1756年 - 1757年 |
| 財務大臣             |      | マンスフィールド男爵           | 1757年          |
| 王璽尚書             |      | ゴア伯爵                       | 1755年 – 1757年 |
| ランカスター公領大臣 |      | エッジカム男爵                 | 1743年 - 1758年 |
| 南部担当国務大臣     |      | ウィリアム・ピット（大ピット） | 1756年 - 1757年 |
| 北部担当国務大臣     |      | ホルダーネス伯爵               | 1754年 - 1761年 |
| 第一商務卿           |      | ハリファックス伯爵             | 1748年 - 1761年 |
| 海軍大臣             |      | テンプル伯爵                   | 1756年 - 1757年 |
| 海軍大臣             |      | ウィンチルシー伯爵             | 1757年          |
| 海軍会計長官         |      | ジョージ・グレンヴィル         | 1756年 - 1757年 |
| アイルランド総督     |      | デヴォンシャー公爵             | 1755年 - 1757年 |
| アイルランド総督     |      | ベッドフォード公爵             | 1757年 - 1761年 |